# NGC 3177
NGC 3177 (другие обозначения — UGC 5544, MCG 4-24-23, ZWG 123.32, IRAS10138+2122, PGC 30010) — галактика в созвездии Лев.
Этот объект входит в число перечисленных в оригинальной редакции «Нового общего каталога».
В галактике вспыхнула сверхновая SN 1947A, её пиковая видимая звездная величина составила 16,5.
Галактика NGC 3177 входит в состав группы галактик NGC 3227. Помимо NGC 3177 в группу также входят ещё 15 галактик.